# Газизов, Максим Сергеевич
Макси́м Серге́евич Гази́зов (род. 2 января 1984, Нижний Тагил) — российский боксёр, представитель средней весовой категории. Выступал за сборную России по боксу в период 2010—2015 годов, чемпион российского национального первенства, победитель и призёр многих турниров международного значения. Мастер спорта России международного класса (2012).

## Биография
Максим Газизов родился 2 января 1984 года в городе Нижний Тагил Свердловской области. Проходил подготовку в местном клубе «Спутник», в разное время был подопечным таких специалистов как А. С. Малышев, А. В. Семуков, Н. Д. Хромов.
Впервые заявил о себе на всероссийском уровне в сезоне 2000 года, когда выиграл серебряную медаль на чемпионате России среди кадетов в Ульяновске — в финальном решающем поединке первого полусреднего веса был остановлен будущим олимпийским чемпионом Егором Мехонцевым.
Год спустя стал бронзовым призёром международного юниорского турнира в Гусь-Хрустальном, одержал победу на юниорском Кубке Николая Никифорова-Денисова, тогда как на юниорском национальном первенстве в Волгограде остановился в четвертьфинале.
В 2002 году на чемпионате России среди юниоров в Тюмени стал серебряным призёром в полусреднем весе. В дальнейшем из-за серьёзной травмы долгое время не показывал сколько-нибудь значимых результатов.
На взрослом чемпионате России 2006 года в Ханты-Мансийске дошёл до четвертьфинала. В следующем сезоне на аналогичных соревнованиях в Якутске был выбит из борьбы за медали уже на предварительном этапе.
В 2008 году на чемпионате России в Калининграде в 1/8 финала категории до 75 кг был побеждён Дмитрием Чудиновым.
В 2009 году завоевал серебряную медаль в зачёте российского национального первенства в Ростове-на-Дону, проиграв в финале Артёму Чеботарёву.
В 2010 году на чемпионате России в Санкт-Петербурге вновь был вторым в средней весовой категории, снова уступил в финале Чеботарёву. Отметился победой на международном турнире «Золотой гонг» в Скопье, где в финале взял верх над достаточно сильным кубинцем Эмилио Корреа.
На чемпионате России 2011 года в Уфе получил бронзу, в полуфинале потерпел поражение от Максима Коптякова. Одержал победу на Мемориале Георгия Жукова в Екатеринбурге, в частности выиграл в финале у Гамзата Газалиева, был лучшим на Мемориале Златко Хрбича в Загребе. Начиная с этого времени регулярно представлял российскую команду в матчевых встречах лиги World Series of Boxing.
В 2012 году в зачёте российского национального первенства в Сыктывкаре занял второе место, проиграв Артёму Чеботарёву.
Наконец, в 2013 году в первый и единственный раз в своей карьере стал чемпионом России по боксу, одолев всех соперников в средней весовой категории на соревнованиях в Хабаровске. Попав в основной состав российской национальной сборной, победил на международном турнире «Странджа» в Болгарии и побывал на чемпионате Европы в Минске, где в четвертьфинальном бою был побеждён представителем Украины Евгением Хитровым.
На чемпионате России 2014 года в Ростове-на-Дону попасть в число призёров уже не смог, на стадии четвертьфиналов уступил Максиму Коптякову. Боксировал на международном турнире «Хиральдо Кордова Кардин» в Гаване. В рамках лиги WSB встретился с будущим олимпийским чемпионом Арленом Лопесом, но проиграл ему по очкам со счётом 0:3.
В 2015 году на чемпионате России в Самаре уже в 1/16 финала проиграл Андрею Ковальчуку и на этом поражении принял решение завершить спортивную карьеру.
За выдающиеся спортивные достижения удостоен почётного звания «Мастер спорта России международного класса» (2012).